# Kurt Abraham
Kurt Abraham (* 4. November 1921 in Berlin; † 28. Dezember 1988 in Zürich) war ein deutscher Jazzmusiker (Tenorsaxophon, Klarinette, Bandleader).
Abraham, der aus einer musikalischen Familie stammte, studierte an der Hochschule für Musik Berlin. 1938 hatte er sein erstes Engagement als Profimusiker (mit Helmut Zacharias, im Kurhaus Warnemünde). Er war dann in verschiedenen Tanzorchestern und Bigbands aktiv, zunächst im Delphi-Palast bei Günter Herzog, dann bei Heinz Wehner, Horst Winter, Hans Rehmstedt und seinen Eden-Bar Solisten (1941), Charlie and His Orchestra und Kurt Widmann. Dann wurde er zum Kriegsdienst eingezogen. Als er aus der Kriegsgefangenschaft zurückkehrte, spielte er 1948 bei Kurt Widmann, um dann von 1949 bis 1952 Mitglied des RBT-Orchesters zu sein. Daneben leitete er eine eigene Gruppe. 1958 ging er nach Luzern, wo er das Orchester von Bob Huber übernahm.
Abraham spielte unter eigenem Namen Aufnahmen für Carl Lindströms Imperial (1942) und Metrophon (1948) ein. Auch begleitete er mit seinem Orchester Ilja Glusgal und ist an Schallplatten von Willy Berking, Walter Dobschinski, Michael Jary, Theo Reuter, Lubo D’Orio, Helmut Zacharias und anderen beteiligt.

## Lexikalische Einträge
- Jürgen Wölfer: Jazz in Deutschland. Das Lexikon. Alle Musiker und Plattenfirmen von 1920 bis heute. Hannibal, Höfen 2008, ISBN 978-3-85445-274-4.